# Satovtsja
Satovtsja (Bulgaars: Сатовча) is een dorp en een gemeente in de Bulgaarse oblast Blagoëvgrad. De gemeente Satovtsja bestaat naast het dorp Satovtsja uit dertien andere (berg)dorpen.

## Geografie
De gemeente Satovtsja beslaat het uiterste zuidoostelijke deel van het district Blagoëvgrad. De administratieve grenzen zijn als volgt:
- in het noordoosten - gemeente Sarnitsa, district Pazardzjik;
- in het oosten - gemeente Dospat, district Smolyan;
- in het westen - gemeente Garmen;
- in het zuidwesten - gemeente Chadzjidimovo;
- in het zuidoosten - Griekenland.

De gemeente heeft een oppervlakte van 332,591 vierkante kilometer, hetgeen 5,16% van de totale oppervlakte van de oblast uitmaakt.

## Bevolking

### Etnische samenstelling
| Etnische groep   | volkstelling 1992 | volkstelling 1992 | volkstelling 2001 | volkstelling 2001 | volkstelling 2011 | volkstelling 2011 | volkstelling 2011  |
| Etnische groep   | Aantal            | %                 | Aantal            | %                 | Aantal            | % (totaal)        | % (gespecificeerd) |
| ---------------- | ----------------- | ----------------- | ----------------- | ----------------- | ----------------- | ----------------- | ------------------ |
| Bulgaren         | 12.532            | 68,29             | 11.901            | 66,53             | 7.200             | 46,62             | 80,46              |
| Turken           | 5.366             | 29,24             | 3.203             | 17,90             | 783               | 5,07              | 8,75               |
| Roma             | 285               | 1,55              | 391               | 2,19              | 251               | 1,63              | 2,80               |
| Andere groepen   | 167               | 0,91              | 688               | 3,85              | 376               | 2,43              | 4,20               |
| Onbekend         | .                 | .                 | 1.685             | 9,42              | 339               | 2,20              | 3,79               |
| Ongespecificeerd | .                 | .                 | 21                | 0,12              | 6.495             | 42,06             | .                  |
| Totaal           | 18.350            | 100,00            | 17.889            | 100,00            | 15.444            | 100,00            | 100,00             |

### Religie
De laatste volkstelling werd uitgevoerd in februari 2011 en was optioneel. Van de 15.444 inwoners reageerden er 9.562 op de volkstelling. Van deze 9.562 respondenten waren er 8.215 moslim, oftewel 86% van de bevolking. Daarnaast was ongeveer 9% van de bevolking christelijk. De rest van de bevolking had een andere geloofsovertuiging of was niet religieus. 
| Religieuze samenstelling in februari 2011 | Religieuze samenstelling in februari 2011 | Religieuze samenstelling in februari 2011 | Religieuze samenstelling in februari 2011 | Religieuze samenstelling in februari 2011 |
| ----------------------------------------- | ----------------------------------------- | ----------------------------------------- | ----------------------------------------- | ----------------------------------------- |
|                                           |                                           |                                           |                                           |                                           |
| Bulgaars-Orthodoxe Kerk                   | Bulgaars-Orthodoxe Kerk                   |                                           | 8,95%                                     | 8,95%                                     |
| Katholieke Kerk                           | Katholieke Kerk                           |                                           | 0,00%                                     | 0,00%                                     |
| Protestantisme                            | Protestantisme                            |                                           | 0,19%                                     | 0,19%                                     |
| Islam                                     | Islam                                     |                                           | 85,91%                                    | 85,91%                                    |
| Geen                                      | Geen                                      |                                           | 0,71%                                     | 0,71%                                     |
| Anders/ Onbekend                          | Anders/ Onbekend                          |                                           | 4,10%                                     | 4,10%                                     |

## Nederzettingen
Het administratieve centrum van de gemeente Satovtsja is het gelijknamig dorp Satovtsja. De gemeente omvat 13 andere dorpen, waarvan 9 dorpen met burgemeesters: Valkosel, Godesjevo, Toechovisjta, Slasjten, Kotsjan, Vaklinovo, Fargovo, Osina en Pletena. De andere 4 dorpen hebben geen eigen burgemeesters: Zjizjevo, Kriboel, Dolen en Bogolin.
Bestuurlijk centrum: Blagoëvgrad
 Bansko · Belitsa · Blagoëvgrad · Garmen · Gotse Deltsjev · Chadzjidimovo · Kresna · Petritsj · Razlog · Sandanski · Satovtsja · Simitli · Stroemjani · Jakoroeda